# Parafia Wniebowzięcia Najświętszej Maryi Panny we Włoszczowie
Parafia Wniebowzięcia NMP we Włoszczowie – jedna z parafii rzymskokatolickich we Włoszczowie. Erygowana w 1597. Mieści się przy ulicy Partyzantów. Jest najstarszą w mieście.